# Pierre Chaux
Pierre Chaux de Champeaux (1755 – Nantes, 1817) è stato un politico francese.
Prima della Rivoluzione francese era un commerciante di Nantes, le cui attività sono fallite diverse volte, per questo motivo la rivoluzione gli diede l'opportunità di cambiare vita e crearsi la sua fortuna. Fino al 1791 era in possesso di alcuni beni familiari, due case a Nantes e tre proprietà nella campagna vicina, ma successivamente cambiò il nome che rievocava l'Ancien Régime e continuo a fare l'affarista.
Fece parte del tribunale rivoluzionario di Nantes creato da Jean-Baptiste Carrier, entrò nel tribunale con l'intento di arricchirsi invece di giudicare e condannare i prigionieri di guerra vandeani, tanto che utilizzò il denaro del tribunale per creare una strada che conduceva ad una delle sue proprietà di campagna.
Tuttavia si distinse per la sua venalità, la sua mancanza di scrupoli e la sua poca umanità cosa che portò al suo arresto nella fine del 1793 insieme a tutti gli altri membri del tribunale rivoluzionario. Dopo aver scontato la pena di sei settimane di reclusione venne liberato e si ritirò nelle sue proprietà fino alla sua morte avvenuta nel 1817.